# Júlio Ribeiro
Júlio César Ribeiro Vaughan (* 16. April 1845 in Sabará, Minas Gerais; † 1. November 1890 in Santos) war ein brasilianischer Schriftsteller und Grammatiker.
Ribeiro schuf die Flagge des Bundesstaates São Paulo (nach Abschaffung der Sklaverei in Brasilien 1888 als Nationalflagge vorgeschlagen) und war Namensgeber des 24. Sitzes der Academia Brasileira de Letras und des 17. Sitzes der Academia Paulista de Letras.
Seine 1881 erschienene Grammatica Portugueza war der erste Versuch, das brasilianische Portugiesisch grammatikalisch zu erfassen.
Als sein Opus magnum gilt der 1888 veröffentlichte naturalistische Roman A carne. Darin vertrat er für den Naturalismus typische Tabuthemen wie freie Liebe und Antiklerikalismus. Das Buch wurde 1975 durch J. Marreco als erotisches Drama (relativ erfolglos) verfilmt.
Ribeiro starb 45-jährig an Tuberkulose.

## Bibliografie
- 1877: O padre Belchior de Pontes, 2 Bände, historischer Roman über den Jesuitenpater Belchior de Pontes (1644–1719).
- 1880: Traços geraes de linguistica. Abilio A. S. Marques, São Paulo 1880.
- 1881: Gramática portuguesa. Seckler, São Paulo 1881. - 5. Auflage, überarbeitet von João Vieiria de Almeida. Melillo, São Paulo 1899 (Digitalisate); 12. Auflage. Alves, Rio de Janeiro/São Paulo/Bello Horizonte 1914.
- 1885: Cartas sertanejas.
- 1887: Questão grammatical. Lousada, São Paulo 1887.
- 1888: A carne.
- 1934: Uma polêmica célebre.